# Hélène Bochorakova-Dittrichova
Hélène (Helena) Bochořáková-Dittrichová, née à Vyškov le 31 juillet 1894 et morte à Brno le 28 mars 1980, est une graveuse,  illustratrice et écrivaine tchécoslovaque.

## Biographie
Helena Bochořáková-Dittrichová naît à Vyškov le 31 juillet 1894.
Élève de l'Académie des beaux-arts de Prague (1919), elle reçoit une bourse en 1923 pour venir étudier à Paris.

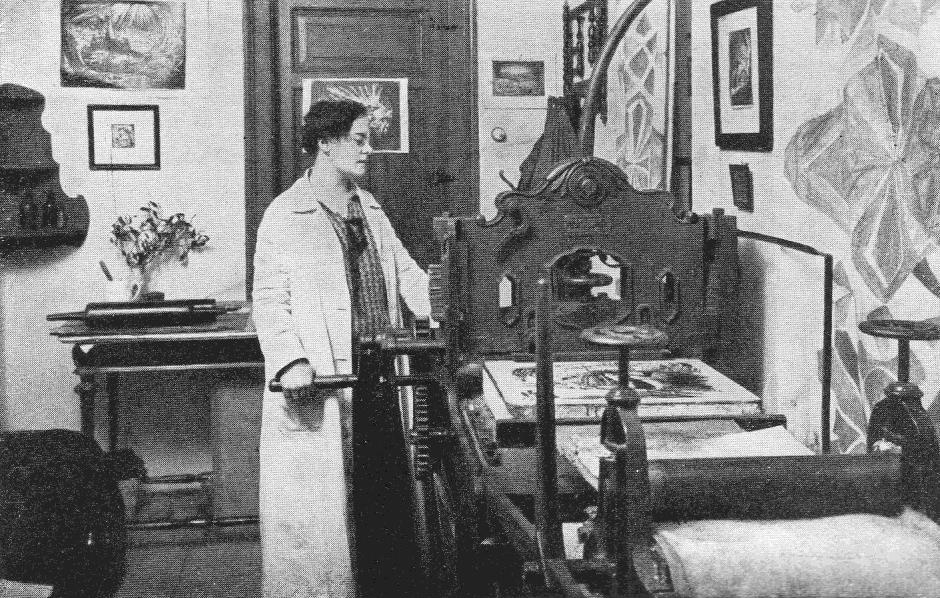
Helena-Bochořáková-Dittrichová dans son atelier en 1923.

Elle expose à partir de 1924 dont au Salon des indépendants de 1929 des gravures sur bois en deux couleurs, Mine de houille et Dans le district houiller et se produit aussi à Anvers (1925), Philadelphie (1926), Zurich (1927), Buenos Aires (1928) et Vienne (1934).
Elle a illustré de nombreux ouvrages tchèques. Elle reste la première femme à avoir produit un roman en gravures, avec Enfance en 1931 qui met en scène la classe moyenne plutôt que les ouvriers. Par ailleurs, elle qualifie ses ouvrages de cycles et non de romans.
Helena Bochořáková-Dittrichová meut à Brno le 28 mars 1980.